# 6 км (зупинний пункт, Придніпровська залізниця, Запоріжжя)
Платфо́рма 6 км — пасажирський зупинний пункт Запорізької дирекції Придніпровської залізниці на електрифікованій одноколійній лінії Запоріжжя-Ліве — Запоріжжя II між зупинним пунктом Платформа 4 км та станцією Запоріжжя II. Розташована у Заводському районі міста Запоріжжя.

## Пасажирське сполучення
На зупинному пункті Платформа 6 км зупиняються приміські електропоїзди сполученням Запоріжжя II — Синельникове I.